# Adam Nevill
Adam L.G. Nevill (Birmingham ,1969) is een Britse schrijver van horrorverhalen. Hij won onder meer vijf British Fantasy Awards.

## Biografisch
Nevill groeide op in Engeland en deels in Nieuw-Zeeland. Hij studeerde aan de Universiteit van St Andrews en werkte daarna als portier en nachtportier van een appartementencomplex. Daarnaast was hij redacteur bij uitgeverij Virgin Books. Nevill debuteerde in 2004 als schrijver met Banquet for the Damned. Hierin gaan twee bevriende muzikanten op bezoek bij een professor aan de Universiteit van St Andrews in wiens omgeving akelige dingen gebeuren. Nevill hield het daarna een periode bij korte verhalen. Hij bracht in 2010 zijn tweede boek uit, spookhuisverhaal Apartment 16. Daarop volgde in 2011 zijn derde boek, The Ritual. Hiervoor won hij zijn eerste British Fantasy Award. Het werd in 2017 verfilmd onder dezelfde naam en gaat over vier vrienden die samen op wandelvakantie gaan in Zweeds berggebied, waar hun wegen kruisen met die van een kwaadaardige sekte.
Nevill won een jaar na zijn eerste British Fantasy Award meteen zijn tweede, voor Last Days. Ook hierin is een grote rol weggelegd voor een sekte. Dit geldt niet voor No One Gets Out Alive, waarvoor Nevill zijn derde British Fantasy Award won. Hierin belandt een vrouw in de ellende wanneer ze een goedkope woning huurt, maar daarmee in de bovennatuurlijke val van de huurbaas loopt. Dit boek werd in 2021 verfilmd, ook onder dezelfde naam. Het verhaal is in de verfilming wel verplaatst van het Engelse Birmingham naar Cleveland in de Verenigde Staten.

### Boeken
- 2004 - Banquet for the Damned
- 2010 - Apartment 16
- 2011 - The Ritual (British Fantasy Award)
- 2012 - Last Days (British Fantasy Award)
- 2013 - House of Small Shadows
- 2014 - No One Gets Out Alive (British Fantasy Award)
- 2015 - Lost Girl
- 2017 - Under a Watchful Eye
- 2019 - The Reddening (British Fantasy Award)
- 2021 - Cunning Folk
- 2022 - The Vessel

### Verhalenbundels
- 2016 - Some Will Not Sleep: Selected Horrors (British Fantasy Award)
- 2016 - Cries from the Crypt: Selected Writings (verhalen, interviews, schrijfadviezen, geschrapte hoofdstukken)[3]
- 2016 - Before You Sleep: Three Terrors (novelle)[4]
- 2017 - Hasty for the Dark: Selected Horrors
- 2020 - Wyrd and Other Derelictions